# Miles Okazaki
Miles Okazaki (Pullman (Washington), 18 december 1974) is een Amerikaanse jazzgitarist en -componist.

## Biografie
Okazaki groeide op in Port Townsend in het noordwesten van de Verenigde Staten. Vanaf 1997 woonde hij in New York, waar hij studeerde aan de Harvard University, de Manhattan School of Music en de Juilliard School bij onder andere Rodney Jones, Kenny Barron, Manny Albam en Anthony Davis. Sindsdien heeft hij gewerkt in het lokale jazzcicuit o.a. met Stanley Turrentine, Lenny Pickett, Kenny Barron, Steve Coleman, Jonathan Finlayson, Ohad Talmor en Jane Monheit (Taking a Chance on Love, 2004). In 2005 was hij finalist bij de Thelonious Monk Guitar Competition. Vanaf het begin van de jaren 2000 was hij ook actief als componist voor kleinere ensembles. In 2007 nam hij zijn debuutalbum Mirror op (onder andere met Christof Knoche. Generations ontstond in 2008 met een uitgebreide bezetting met David Binney en de zangeres Jen Shyu). In zijn productie Figurations (Sunnyside Records, 2012) speelde hij met Miguel Zenón, Thomas Morgan en Dan Weiss. In 2017 bracht hij het album Trickster (Pi Recordings) uit. Eind 2018 bracht hij een box van 6 cd's uit, waarop hij alle 70 stukken van Thelonious Monk opnam. In 2019 leverde hij een van de meest interessante concerten met een soloprogramma met Monk-titels op het JazzFest Berlin. Medio 2020 kwam het album Trickster’s Dream uit, dat hij opnam met Matt Mitchell, Anthony Tidd en Sean Rickman.

## Privéleven
Hij woont in Brooklyn.

## Discografie

### Als leader
- 2006: Mirror
- 2008: I Like Too Much met Partipilo, Dan Weiss (Auand)
- 2009: Generations (Sunnyside)
- 2012: Figurations (Sunnyside)
- 2017: Trickster (Pi)
- 2018: Work Volumes 1–6 (The Complete Compositions of Thelonious Monk) (zelf uitgebracht)

### Als sideman of gast
Met Steve Coleman
- 2013: Functional Arrhythmias (Pi)
- 2015: Synovial Joints (Pi)
- 2018: Live at the Village Vanguard Vol. I  (Pi)

Met Jane Monheit
- 2004: Taking a Chance on Love (Sony Classical, 2004)
- 2005: The Season (Epic, 2005)
- 2007: Surrender (Concord, 2007)

Met anderen
- 2004: Jesse Malin, The Heat (One Little Indian)
- 2004: Tessa Souter, Listen Love (Nara Music)
- 2015: Adam Rudolph, Turning Towards the Light (Cuneiform)
- 2017: John Zorn-Mary Halvorson Quartet, Paimon: Book of Angels Volume 32 (Tzadik)
- 2019: Matt Mitchell, Phalanx Ambassadors (Pi)

- Bibsys: 14000275
- Gemeinsame Normdatei: 1020202645
- International Standard Name Identifier: 0000 0003 8165 3988
- Library of Congress Control Number: no2005014681
- MusicBrainz: 0452be76-d246-42ce-bf45-2c9ab2e42802
- Nationale Bibliotheek van Israël: 987007340453605171
- Nederlandse Thesaurus van Auteursnamen: 393137872
- Istituto Centrale per il Catalogo Unico: MODV572464
- Système universitaire de documentation: 244125449
- Virtual International Authority File: 262093049
- WorldCat: E39PBJhddxWVxtRGQ8b84wvrbd